# Saint-Pavace
Saint-Pavace é uma comuna francesa na região administrativa do País do Loire, no departamento de Sarthe. Estende-se por uma área de 5.16 km². Em 2010 a comuna tinha 1 979 habitantes (densidade: 383,5 hab./km²).